# Google Glass
A Project Glass, vagy közismertebb nevén Google Glass egy kutatási és fejlesztési program, melyet azzal a céllal hoztak létre, hogy kifejlesszenek egy kiterjesztett valóságot megjelenítő fejre illeszthető kijelzőt (HMD-head-mounted display). A Project Glass szemüveg az okostelefonok kijelzőjén megjelenő adatokhoz és ikonokhoz hasonlóan jeleníti meg a különböző információkat. Az eszköz hangvezérléssel működik, nincs szükség kézi irányításra, valamint képes kapcsolódni az internethez is. Az Android operációs rendszert futtató szemüveg számos funkcióval bír és minimalista stílusú (egy vékony alumínium keretből áll, két orrnyeregvédővel ellátva).
A Project Glasst a Google X Lab-ben fejlesztették ki, ahol a vezető nélküli autókat is fejlesztik. A projektről először Babak Parviz elektromérnök adott hírt a Google+-on, aki szintén dolgozott azon, miképp lehet beilleszteni képernyőt kontaktlencsékbe. A Google szabadalmaztatta a Project Glass technológiát. Thad Starner a project vezető technikai menedzsere.

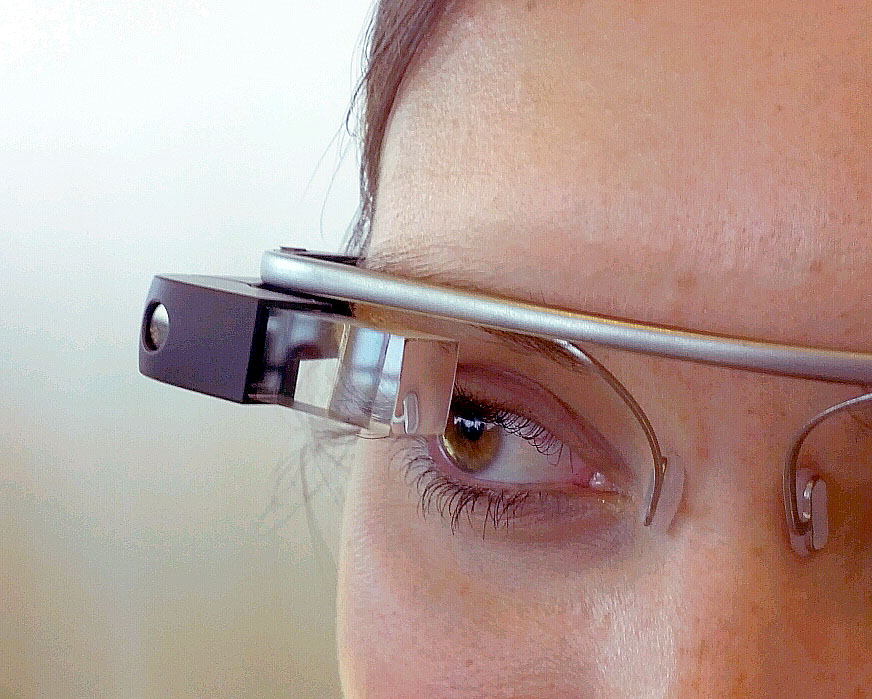
A Google Glass prototípusa 2012 júniusában a Google I/O konferenciáján

## Kifejlesztése

### Prototípusok
Bár a fejre illeszthető kiterjesztett valóságot mutató kijelzők ötlete nem újdonság, a projekt mégis a média figyelmének középpontjába került, köszönhetően annak, hogy a Google támogatásával jött létre a termék, amelynek kialakítása a lehető legkisebb és legvékonyabb, amely a korábbi prototípusoknál is jóval kényelmesebb viselést tesz lehetővé. A legelső Project Glass típus még a hagyományos szemüvegekre hasonlított leginkább, amelynél a lencséket kijelzővel helyettesítették. A jövőben az újabb formatervezéseknek köszönhetően lehetővé válik majd, hogy a készüléket a viselőjének hétköznapi szemüvegébe integrálják.
A The New York Times egyik cikkében azt írták, hogy a Google Glass várhatóan 2012 végén kerülhet forgalomba és nagyjából egy átlagos okostelefon áráért lesz megvásárolható, ám más források szerint a termék még nem áll készen egyhamar a sorozatgyártásra.[forrás?] A termék (jelenleg még Google Glass Explorer Edition) még csak az Amerikai Egyesült Államokban elérhető a Google I/O fejlesztői számára 1500 dolláros áron és a 2013-as év során kerülhet az üzletek polcaira, várhatóan a hétköznapi vásárlók számára már 1500 dollár alatti eladási áron.
A terméket 2012 áprilisában kezdték el tesztelni. Sergey Brin Google társalapító ilyen szemüveget viselt a 2012. április 5-én a Foundation Fighting Blindness (magyarul A Vakság Elleni Harc Alapítvány) egyik San Franciscóban megtartott eseményén.
2012 májusában bemutatták az első Glass által készített HD felbontású videófelvételt. Sergey Brin a The Gavin Newsom Show-ban mutatta be a Glasst. 2012. június 27-én a Google által megrendezett Google I/O konferencián is bemutatták a szemüveget: ejtőernyősök, sziklamászók és hegyikerékpárosok szemszögéből mutatva be egy videotársalgást, melyet a Google+ szolgáltatás segítségével hoztak létre.
2013 februárjában a Google Glass készítői a szemüveg hangvezérlését bemutató videót tettek közzé az interneten.

### Explorer program
A felhasználói kör tesztelése céljából hozták létre az Explorer programot. A program célja a termék lehetséges felhasználási területeinek megismerése volt. A Google Glass Explorer változata többnyire Wi-Fi segítségével csatlakoztatható az internethez, ám bluetooth technológia segítségével androidos mobilkészülékhez illetve iPhonehoz is csatlakoztatható, ebben az esetben az adott készülék adatforgalmát használja fel a 3G-s, illetve a 4G-s hálózathoz való kapcsolódás során. A Glassba be van építve egy GPS chip is. A felhasználók feladata, hogy mielőtt kiadnák utasításaikat, az "ok glass" szöveget kell elmondaniuk, majd jöhet az utasítás.

## Fogadtatása
Összességében véve a technológiai ipar pozitív visszajelzésekkel fogadta a Google Glass kifejlesztésének hírét. Ugyanakkor a készülék hamar a kritikák és a paródiák kereszttüzébe került, mivel egyes vélekedések szerint a Google várhatóan a reklámozás kiterjesztésére fogja használni a készüléket. A Google ezen visszhangokra reagálva kijelentette, hogy nem fogja reklámozásra használni a készüléket. A New York-i divathéten Diane von Fürstenberg divattervező modelljei Google Glasst viseltek a kifutón, miközben videókat készítettek a készülék segítségével. 2012 novemberében a Google Project Glass megkapta a Time magazintól a "2012-es év legjobb innovációi" díjat, a Curiosity űrjáróval közösen.

## Használata
A szemüveg oldalán található touchpad segítségével tudunk görgetni, nagyítani-kicsinyíteni vagy kattintani, de az "okosszemüveg" hang alapján is irányítható: mielőtt a felhasználó kiadja az utasítást, el kell mondania a következő szöveget: "OK glass", majd jöhet az utasítás, pl.: "Take a picture!", vagy akár képes egyes kérdésekre válaszolni: "How much is 10+9?". Esetleg, ha egy ismerősünkkel állunk szemben, a Glass képes az arcáról felismerni. Ilyenkor megtudhatjuk a nevét, vagy, hogy mi történik éppen vele.

## Beszerzése
A Google Glass ugyan még nincs teljesen kész, de már beszerezhető az USA-ban 1500 dollárért, ami nagyjából 515 000 Ft-nak felel meg. Mellé beszerezhető egy speciális napszemüveg-lencse 150 dollárért.

## Tiltások
A Google Glass-t már megjelenése előtt kitiltották Nagy-Britanniában a mozikból, ugyanis észrevétlenül levideózhatnák a filmet a Google Glasst viselők. Vezetés közben is tilos viselni, hiszen a vezető figyelmét könnyen elvonhatja.

## Egyéb okosszemüvegek
A Lenovo is elkezdett tervezni egy Google Glass-hoz hasonló eszközt, amelynek Lenovo C1 a neve, amely 8000 jüanba kerül Kínában (átszámolva kb.: 300 000 Ft).

## Fordítás
Ez a szócikk részben vagy egészben  a   Project Glass című angol Wikipédia-szócikk ezen változatának fordításán alapul.  Az eredeti cikk szerkesztőit annak laptörténete sorolja fel. Ez a jelzés csupán a megfogalmazás eredetét és a szerzői jogokat jelzi, nem szolgál a cikkben szereplő információk forrásmegjelöléseként.